# オウガバトルサーガ
『オウガバトルサーガ』 (Ogre Battle Saga) とは、家庭用ゲーム機用シミュレーションRPGのシリーズ。

## 概要
当初はクエストから発売されていたが、第1作と第2作を制作した中心人物である松野泰己ら一部の開発スタッフがスクウェア（現スクウェア・エニックス）に移籍。その後残ったスタッフによっていくつかの作品が制作された後に、クエストがゲームソフト開発事業をスクウェアに事業譲渡したため、現在はスクウェア・エニックスが知的財産権を所有する。
全8章からなる物語であるとされているが、現在出ているのはそのうち第5章〜第7章の3作とその外伝のみである。第5章から始まるのは、世界の広大さを表現するために『スター・ウォーズ』と同様の手法を取ったためである。
「古の昔、 力こそがすべてであり、 鋼の教えと闇を司る魔が支配する ゼテギネアと呼ばれる時代があった…」
エーゲ海からカスピ海周辺と推測される地域を舞台とし、紀元前2000〜4000年ごろの「ゼテギネアと呼ばれる時代」に時代設定を置いているが、ドラゴンや魔法などが登場する空想世界の物語である。

## シリーズ一覧

### 本編
『伝説のオウガバトル』第5章 The March of the Black Queen (黒き女王の行進)
1993年3月12日、スーパーファミコン用ソフトとしてクエストより発売。
全ての先駆け。デネブなどの人気キャラもこのとき登場。
『タクティクスオウガ』第7章 Let Us Cling Together (手をとりあって)
1995年10月06日、スーパーファミコン用ソフトとしてクエストより発売。
2010年11月11日、リメイク作品『タクティクスオウガ 運命の輪』がPlayStation Portable用ソフトとしてスクウェア・エニックスより発売。
2022年11月11日、リメイク作品『タクティクスオウガ リボーン』がPlayStation 4、PlayStation 5、Nintendo Switchでスクウェア・エニックスより発売。翌12日、Steamでも発売。
『オウガバトル64』第6章 Person of Lordly Caliber （指導者たる器を持つ者）
1999年7月14日、NINTENDO 64用ソフトとして任天堂より発売。
開発はクエスト。制作に松野が関わっていないこともあり、賛否両論となる。

### 外伝
『伝説のオウガバトル外伝 ゼノビアの皇子』プリンスの章 Let us walk on together, so as not lose our way
2000年6月22日発売。
クエストが監修し、SNK社内の有志スタッフにより開発されネオジオポケットで販売。キャラクターデザインはSNKに在籍していた小倉栄一。クラスが大幅に増えている。
『タクティクスオウガ外伝』オウィスの章 The Knight of Lodis（ローディスの騎士）
2001年6月21日、ゲームボーイアドバンス用ソフトとして任天堂から発売。
開発はクエスト。『オウガバトル64』と同様に松野が関わっていない。マルチカートリッジにより通信対戦ができる。

## 関連作品
- 『ファイナルファンタジータクティクス』
- 『ファイナルファンタジータクティクスアドバンス』
- 『ファイナルファンタジーXII』
- 『ベイグラントストーリー』